# Xylopteryx elongata
Xylopteryx elongata là một loài bướm đêm trong họ Geometridae.